# Hetz
Hetz (hebr. „Strzała”, המפלגה החילונית ציונית / חץ, skrót od Ha-Miflāgāh ha-Hīlōnīt Tsiyyōnīt, nazywana często też Hilonit Zionit - „Świeccy Syjoniści”) – izraelska partia polityczna, założona przez byłego członka Szinui, Awrahama Poraza, po tym, jak ten przegrał walkę o przewodnictwo w tej partii na rzecz Rona Lewintala. Hetz opowiada się za kompletnym oddzieleniem religii od państwa, pokojem z Palestyńczykami i uchwaleniem izraelskiej konstytucji w postaci jednego aktu prawnego.